# 비트멕스
비트멕스(영어: BitMEX)는 암호화폐 거래소이자 파생상품 거래 플랫폼이다. 2014년 아서 헤이즈와 벤 델로, 사무엘 리드에 의해 설립되었고, 현재 세이셸에 위치한 HDR 글로벌 트레이딩 리미티드(HDR Global Trading Limited)에서 소유 및 운영하고 있다.
현재 CEO는 스테판 루츠 임시대행 입니다.
비트멕스(BitMEX)는 암호화폐 파생상품 거래소로, 주로 비트코인과 기타 암호화폐의 레버리지 거래를 제공하는 플랫폼입니다. 비트멕스는 2014년에 설립되었으며, 다음과 같은 주요 특징이 있습니다:
1. 레버리지 거래: 비트멕스는 최대 100배 레버리지 거래를 제공하므로, 소액의 자본으로 큰 규모의 거래를 할 수 있습니다. 그러나 높은 레버리지는 위험이 크기 때문에 신중한 접근이 필요합니다.
2. 파생상품: 비트멕스는 비트코인 선물, 스왑, 옵션 등 다양한 파생상품을 거래할 수 있는 기능을 제공합니다. 이를 통해 가격 상승과 하락에 따라 수익을 추구할 수 있습니다.
3. 스테이킹 및 수수료: 비트멕스는 거래 수수료가 상대적으로 낮고, 거래의 규모에 따라 수수료를 조정할 수 있습니다. 또한, 플랫폼의 유동성이 높아 빠른 거래 실행이 가능합니다.
4. 보안: 비트멕스는 자산 보호를 위해 다양한 보안 조치를 취하고 있습니다. 그러나 암호화폐 거래소는 해킹이나 보안 위협에 노출될 수 있으므로, 사용자 스스로도 자산을 안전하게 관리하는 것이 중요합니다.
5. 법적 문제: 비트멕스는 과거에 미국의 규제 기관으로부터 법적 문제를 겪은 적이 있습니다. 이로 인해 플랫폼 이용 시 법적 리스크를 인식하고 신중하게 접근하는 것이 필요합니다.
6. 사용자 인터페이스: 비트멕스는 전문적인 트레이더를 위한 복잡한 인터페이스를 제공하며, 초보자에게는 사용하기 어려울 수 있습니다. 따라서 초보자라면 충분한 학습과 연습이 필요합니다.
7. 교육 및 지원: 비트멕스는 다양한 교육 자료와 사용자 지원을 제공하므로, 거래 전략을 배우고 문제를 해결하는 데 도움이 될 수 있습니다.

결론적으로, 비트멕스는 고급 거래 기능과 레버리지 거래를 원하는 트레이더에게 적합한 플랫폼일 수 있지만, 높은 위험성과 법적 문제를 염두에 두어야 합니다. 암호화폐 거래소를 선택할 때는 자신의 거래 스타일과 목표에 맞는 플랫폼을 선택하고, 항상 충분한 조사와 신중한 접근이 필요합니다.